# Polybutadiène

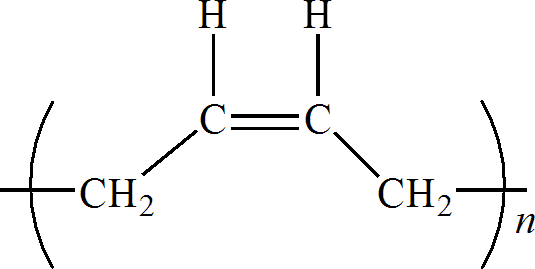
L’élastomère à haute teneur en 1,4-cis-polybutadiène est le plus souvent recherché en polymérisation en raison de ses caractéristiques mécaniques.

Le polybutadiène, dont le sigle est BR (Butadiene Rubber), est un caoutchouc synthétique d’usage général de grande consommation. Il résulte de la polymérisation du buta-1,3-diène (appelé butadiène, de formule semi-développée H2C=CH-CH=CH2).
La polymérisation en chaîne du butadiène peut se faire par différentes méthodes : radicalaire, coordinative, anionique, vivante, télomérisation. Elle conduit à trois microstructures polyinsaturées : unités 1,4-cis (isomérie recherchée), 1,4-trans et 1,2 (de type « vinylique »).
Dans le cas de la polymérisation coordinative en solution, les systèmes catalytiques Ziegler–Natta (à base de Nd ou Co, Ti, Li, etc.) utilisés influent sur la proportion en isomères, sur le degré de ramification et sur l’indice de polymolécularité, donc sur les propriétés. Par exemple, les grades Nd à teneur élevée en 1,4-cis (> 96 %) sont cristallisables sous contrainte et possèdent une Tg extrêmement basse : -109 °C ; les grades Li sont totalement amorphes.
Cet élastomère présente une excellente élasticité (excellente résilience, faible hystérésis) et une très bonne résistance à l’abrasion (car très élastique) ; ces qualités sont conservées à basse température (car Tg basse). Ses autres propriétés mécaniques sont moyennes et il est glissant sur sol mouillé (car très élastique). Des additifs antioxydants sont ajoutés pour le protéger du vieillissement (action du dioxygène, ozone, intempéries, chaleur, lumière). En effet, chaque motif de répétition porte une double liaison résiduelle réactive. Il montre une faible résistance chimique (huiles, solvants hydrocarbonés). La vulcanisation le rend insoluble. Il peut être utilisé en continu de -70 à 80 °C.
Ce polymère entre dans la composition des gommes des pneumatiques de poids lourds et d’automobiles (cette application représente environ 70 % de la production de BR), en mélange avec du SBR ou du polyisoprène, et des mastics pour l’automobile.

## Copolymères dérivés
Le polybutadiène est utilisé pour fabriquer le PS-choc et l’ABS.
Les SBR (élastomère) et SBS (élastomère thermoplastique à trois blocs, préparé par polymérisation anionique en solution) sont deux copolymères dérivés du polybutadiène. Ils sont obtenus à partir de butadiène et de styrène.
Le NBR est préparé par copolymérisation radicalaire en émulsion à partir de butadiène et d’acrylonitrile.